# General Packet Radio Service
O General Packet Radio Service (GPRS) é uma tecnologia que aumenta as taxas de transferência de dados nas redes GSM existentes.  Esta permite o transporte de dados por pacotes (Comutação por pacotes). Sendo assim, o GPRS oferece uma taxa de transferência de dados muito mais elevada que as taxas de transferência das tecnologias anteriores, que usavam comutação por circuito, que eram em torno de 12kbps.  Já o GPRS, em situações ideais, pode ultrapassar a marca dos 170kbps.  No entanto na prática,
essa taxa está em torno dos 40 kbps.
Diferente das tecnologias de comutação de circuitos, que é um modo no qual uma conexão (ou circuito) é estabelecida do ponto de origem da transferência de dados ao destino e os recursos da rede são dedicados por toda a duração da chamada (ou até que o usuário interrompa a conexão), no GPRS o serviço é ”sempre ativo”, ou seja, ele é um modo no qual os recursos somente são atribuídos a um usuário quando for necessário enviar ou receber dados. Esta técnica permite que vários usuários compartilhem os mesmos recursos, aumentando assim a capacidade da rede e permitindo uma gerência razoavelmente eficiente dos recursos. Isto permite às operadoras GPRS disponibilizar acesso à Internet móvel em alta velocidade e a um custo razoável, pois a cobrança é feita pela quantidade de pacotes
de dados transmitidos e não pelo tempo de conexão à rede.

## Principais vantagens do GPRS
- Utilização de voz e dados simultaneamente no mesmo canal.
- Ampla cobertura em todas as unidades.
- Acesso imediato e permanente para dados. Para se conectar à rede utilizando GSM são necessários de 15 a 30 segundos, sendo que esse tempo é consumido a cada reconexão. Com o GPRS, uma vez estabelecida a conexão, a mesma estará permanentemente ativa.
- Aumento significativo na velocidade de transmissão de dados (através da rede GSM é possível alcançar uma velocidade máxima de 9,6 kbps; com o GPRS a velocidade varia de 40 kbps até 144 kbps).
- Utilização de protocolos X.25 e IP amplamente divulgados.
- Possibilidade de utilização de várias operadoras de telefonia e modelos diferentes de celular-modems, havendo assim uma maior flexibilidade e independência em relação ao mercado.
- Redução de custos. Com o GSM a tarifação é efetuada por tempo de conexão. Com o GPRS, a tarifação é efetuada com base na quantidade de dados transmitidos.
- Os celular-modems utilizados em GPRS podem ser classificados em três tipos diferentes, conforme abaixo:
  - Classe A: Para uso simultâneo de voz e dados.
  - Classe B: Para uso de voz e dados, porém não simultâneo.
  - Classe C: Para uso apenas de dados.

## Disponibilidade imediata
Os sinais GPRS facilita conexões instantâneas pois a informação pode ser enviada ou recebida imediatamente conforme a necessidade do usuário. Não há necessidade de conexões dial-up através de modems. Algumas vezes, diz-se que os usuários de GPRS estão “sempre conectados”. Disponibilidade imediata é uma das vantagens de GPRS (e SMS) quando comparado com CSD. Alta disponibilidade imediata é uma característica muito importante para aplicações críticas como autorização remota de lançamento em cartões de crédito, quando é inaceitável que o cliente seja mantido em estado de espera por mais de 30 segundos além do necessário.

## Acesso ao serviço
Para usar GPRS, os usuários precisam especificamente de:
- Um telefone móvel ou terminal que suporte GPRS ;
- Uma assinatura em uma rede de telefonia móvel que suporte GPRS;
- Ter o uso de GPRS habilitado. Acesso automático ao GPRS pode ser permitido por algumas operadoras; outras poderão requerer uma opção específica de adesão;
- Conhecimento de como enviar e receber informações através do GPRS usando seu aparelho telefônico, incluindo configurações de hardware e software, o que cria a necessidade de um serviço de atendimento ao cliente;
- Um destino para enviar ou um local de onde receber informações através do GPRS. Enquanto que com SMS esse destino ou origem era freqüentemente outro telefone móvel, com GPRS é mais provável que se pareça com um endereço Internet, já que GPRS foi projetado para tornar o acesso à Internet totalmente disponível aos usuários móveis desde o início. Desde a disponibilidade do serviço, os usuários do GPRS podem acessar qualquer página da Web ou outras aplicações Internet - fornecendo uma massa crítica inicial de uso.

Tendo visto as características principais do GPRS do ponto de vista do usuário, vejamos quais são essas características do ponto de vista de uma operadora da rede.

## Características principais da rede GPRS
Com o GPRS, a informação é dividida em “pacotes” relacionados entre si antes de ser transmitida e remontada no destinatário.
A comutação de pacotes é semelhante a um jogo de quebra-cabeças (puzzle) - a imagem que o quebra-cabeças representa é dividida em pequenas peças pelo fabricante e colocada em um saco plástico. Durante o transporte do quebra-cabeças entre a fábrica e o comprador, as peças são misturadas.
Quando o comprador do jogo retira as peças da embalagem ele as remonta, formando a imagem original. Todas as peças são relacionadas entre si e se encaixam, mas a forma como são transportadas e remontadas varia.
A Internet é um outro exemplo de rede de dados baseada em comutação de pacotes, o mais famoso de muitos tipos de rede.
características principais:
- pacotes de redes
- são semelhantes a um jogo de quebra-cabeças

## Eficiência do espectro
Usar a comutação de pacotes no GPRS significa que os recursos de rádio serão utilizados apenas quando os usuários estiverem enviando ou recebendo dados.
Ao invés de dedicar um canal para um usuário por um determinado período de tempo, o recurso pode ser compartilhado concorrentemente entre vários usuários.
Esse uso eficiente de recursos significa que um grande número de usuários GPRS pode potencialmente compartilhar a mesma largura de banda e serem servidos de uma única célula.
O número real de usuários suportados depende da aplicação em uso e de quanta informação está sendo transferida.
Dada a eficiência do GPRS, há menor necessidade de investir em recursos que serão somente utilizados em horários de pico.
Portanto, GPRS permite que as operadoras maximizem o uso de seus recursos de rede de uma forma dinâmica e flexível.
GPRS pode melhorar a capacidade de uma rede GSM pois, simultaneamente:
- Aloca recursos de rádio pouco abundantes de forma mais eficiente por suportar conectividade virtual;
- Migra tráfego anteriormente enviado através de CSDs para GPRS, e
- Reduz o uso de canais de sinalização através da migração de tráfego que anteriormente era enviado via SMS para GPRS ao invés de usar a conectividade GPRS / SMS suportada pelo padrão GPRS...

## Compatibilidade com a Internet
A princípio, o GPRS permite uma funcionalidade completa no que se refere a Internet Móvel por disponibilizar interoperabilidade entre a Internet existente e as novas redes GPRS. Qualquer serviço atualmente utilizado na Internet - FTP, navegação na Web, chat, email, telnet - estará disponível através da rede móvel com o GPRS. Na verdade, muitas operadoras estão considerando a oportunidade de usar o GPRS como forma de ajudar a se tornarem Provedores de Serviço Internet.
A World Wide Web está se tornando a primeira escolha das pessoas que desejam acessar a Internet para entretenimento e coleta de informações, a intranet para acessar informações da companhia e conexão com colegas de trabalho e a extranet para acessar clientes e fornecedores. Tudo isso deriva da World Wide Web com o intuito de conectar comunidades com interesses diversos. Há uma tendência em se armazenar informações localmente por meio de pacotes de software específicos e acessar essas informações remotamente, via Internet. Quando você quer verificar sua programação de tarefas ou contatos, ao invés de usar algo semelhante ao software “Act!”, você pode ir a um site semelhante a um portal na Internet. Assim, a navegação na Web é uma aplicação importante para GPRS.
Como os protocolos em uso são os mesmos, as redes GPRS podem ser encaradas como sub-redes da Internet e os telefones GPRS-compatíveis podem ser vistos como nós móveis dessa rede. Isso significa que cada terminal GPRS pode potencialmente ter seu próprio endereço IP e ser endereçável por ele.

## Suporte a TDMA e GSM
Seria importante notar que o GPRS não é um serviço projetado para ser utilizado exclusivamente em redes móveis baseadas no padrão GSM. O padrão IS-136 TDMA (Time Division Multiple Access), popular nas Américas do Norte e do Sul, também suporta GPRS. Essa aceitação permite seguir um caminho evolutivo em direção às redes móveis de terceira geração, conforme acordado em 1999 pelas associações da indústria que suportam esses dois tipos de redes.